# 西濠
西濠，是广州的河涌之一。位于广州市西北部，从北部流花湖向南流经朱紫街青石桥，再流经盘福路、长庚路，再由人民路流入珠江，全长约2.6公里。
历史上，西濠是北宋时开凿的一条运河，贯通广东省城南北。明朝初，成为广州西城的护城河，曾有两支，其中一支沿人民南路入珠江，另一支经大观河流入柳波涌。后来大观河淤塞，因此剩下一支入珠江。嘉庆年间西濠宽5丈，设有多个码头。民国时期，和平东路（普济桥）至西濠入珠江口一段改建为石拱式暗渠。中华人民共和国成立后，曾经几次疏浚，但收效甚微，加上城市建设的需要，西濠在1965年年底全部都改建为暗渠。